# Mérope (hija de Pandáreo)
Mérope, también llamada Camiro, en la mitología griega era una de las hijas de Harmótoe y del cretense Pandáreo de Mileto (Creta), el cómplice de los robos del ladrón Tántalo. 

## Historia
Cuando se descubrió que ambos eran los autores del hurto del mastín de oro que había custodiado a Zeus cuando era un niño y que estaba en el templo del dios en Dicte, Tántalo fue castigado a sufrir los tormentos del Tártaro y Pandáreo fue convertido en piedra o huyó a Sicilia con su mujer, muriendo allí en la miseria. 
Entonces las diosas Hera, Artemisa y Afrodita se hicieron cargo de sus hijas (según unas fuentes, Mérope/Camiro y Cleotera/Clitia y según otras, también Aedón), ablandando el corazón de Zeus para que no fueran castigadas. Pero éste, sospechando que tal solicitud con las huérfanas sólo podía deberse a que las diosas sentían remordimientos por inducir a Pandáreo a cometer el robo, las entretuvo con argucias y ordenó a las harpías que se apoderaran de las muchachas, entregándolas después a las erinias para que expiaran con sus sufrimientos los pecados de su padre.